# Prinzregentenplatz 19 (München)

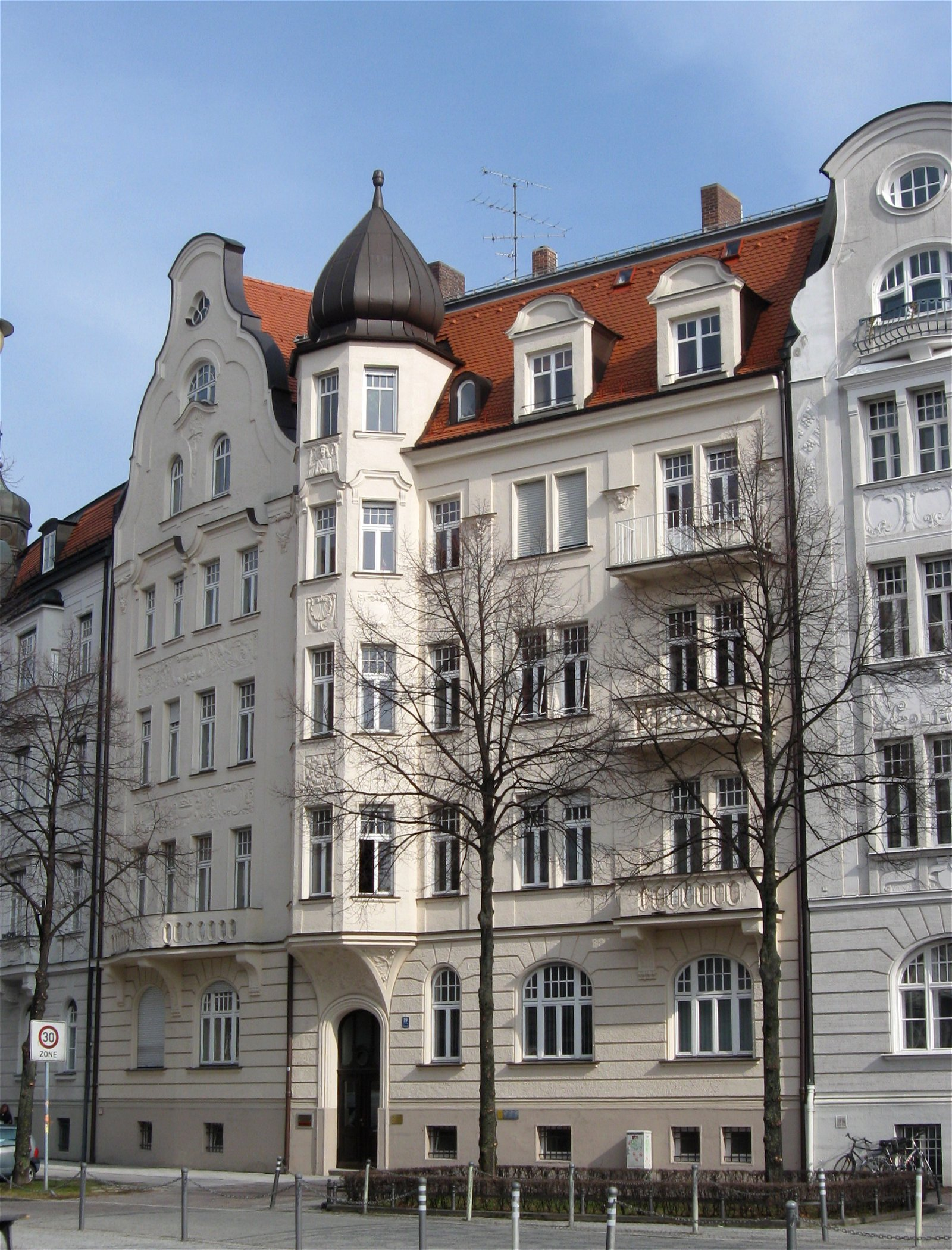
Haus Prinzregentenplatz 19 in München-Bogenhausen

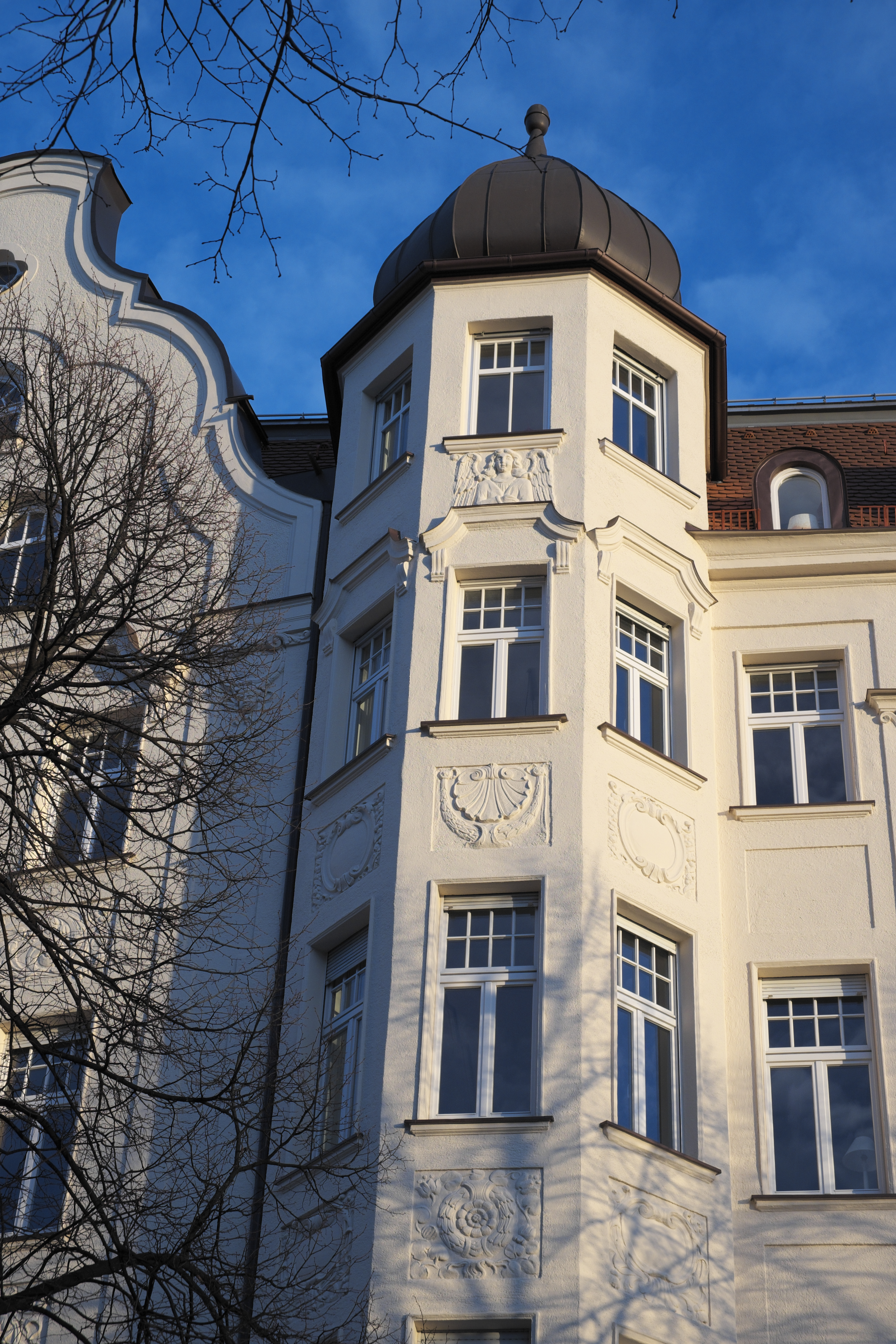
Erker

Das Gebäude Prinzregentenplatz 19 ist ein denkmalgeschütztes Mietshaus im Münchner Stadtteil Bogenhausen.
Das Haus am Prinzregentenplatz in barockisierendem Jugendstil wurde 1902/03 nach Plänen des Architekten Carl Vent errichtet. Der über vier Geschosse laufende Erker wird von einer Haube mit Dachknauf bekrönt. Das Haus ist mit Stuckdekor geschmückt.